# Al-Kaim
Al-Qa'im (en árabe: القائم) es una ciudad de Irak ubicada en la provincia de Al Anbar, a 400 kilómetros de Bagdad, cerca de la frontera con Siria y a la orilla del río Éufrates. Su población es cercana a las 150.000 personas.
De 1984 a 1990 se informó que era una población donde el gobierno iraquí procesaba uranita a través del complejo Chemical Fertilizer Complex, construido en 1976 por Bélgica. Esta empresa trataba fosfatos procedentes de una mina cercana hasta 1984. Las instalaciones fueron destruidas durante la guerra del Golfo en 1991.

## Historia

### Guerra de Irak
Durante la guerra contra Irak de 2003 y su posterior ocupación por tropas estadounidenses y británicas, la ciudad es un foco de la resistencia iraquí contra el ejército norteamericano instalado en la Base de Gannon. El 7 de abril de 2005 la insurgencia capturó la ciudad. A pesar de que se lanzó por las tropas ocupantes la Operación Matador, la mayor parte de la ciudad continuó bajo el control de los insurgentes, prohibiendo la música, peinados y ropa occidental e incluso se avistó un cartel a las afueras de la ciudad en el que ponía "Bienvenido a la República Islámica de Al-Qa'im".

### Invasión de Dáesh
La ciudad cayó en manos de Dáesh en agosto de 2014. Al-Baghdadi, líder del ISIS, fue visto viajando a esta ciudad y la coalición internacional lo hirió de gravedad en un ataque aéreo, aun así logró sobrevivir. Al-Qa'im es de las últimas ciudades importantes recuperadas del control de ISIS en el país. Fue conquistada por el ejército iraquí el 3 de noviembre de 2017.

Ubicación de Al-Qa'im junto a la frontera siria.